# Dietenhofen
Dietenhofen este o comună aflată în districtul Ansbach, landul Bavaria, Germania.